# یواس‌ان‌اس ریچارد ای برد (تی-ای‌کی‌ای-۴)
یواس‌ان‌اس ریچارد ای برد (تی-ای‌کی‌ای-۴) (به انگلیسی: USNS Richard E. Byrd (T-AKE-4)) یک کشتی است که طول آن ۲۱۰ متر (۶۸۹ فوت) می‌باشد. این کشتی  در سال ۲۰۰۷ ساخته شد.